# اختبار دنفر التنموي للفحص
اختبار دنفر التنموي للفحص (بالإنجليزية: Denver Developmental Screening Test - DDST)‏ تم تقديمه في عام 1967 لتحديد الأطفال الصغار، حتى سن ست سنوات، الذين يعانون من مشكلات في النمو. وقد تم إصدار نسخة مُعدّلة منه تُعرف باسم دنفر II في عام 1992 لتوفير التحسينات اللازمة. توفر هذه الاختبارات التنموية معلومات عن نطاقات الأعمار التي يكتسب فيها الأطفال الطبيعيون قدرات ومهارات معينة. ومن خلال مقارنة نمو الطفل بتلك النطاقات العمرية التنموية، يُمكن لمقدّمي الرعاية الصحية تحديد الأطفال الصغار الذين يعانون من مشاكل نمو، ليتم إحالتهم للحصول على المساعدة. تغطي هذه الاختبارات أربعة مجالات من نمو الطفل: المجال الشخصي-الاجتماعي (مثل التلويح بالوداع)، والمجال الحركي الدقيق والتكيفي (مثل وضع المكعب داخل الكوب)، واللغة (مثل دمج الكلمات)، والحركة العامة (مثل القفز). تم تصميم هذه الاختبارات ليستخدمها مساعدو الأطباء أو العاملون المُدرّبون في البرامج التي تخدم الأطفال. وتختلف هذه الاختبارات عن غيرها من أدوات الفحص النمائي الشائعة في أن الفاحص يقوم باختبار الطفل بشكل مباشر، وهو ما يُعدّ ميزة في حال كان الوالدان لا يُجيدان التعبير أو لا يُلاحظان التطور بدقة. أما الأدوات الأخرى، مثل استبيانات الأعمار والمراحل، فتعتمد على تقارير الوالدين. وحتى عام 2021، توصي الأكاديمية الأمريكية لطب الأطفال (AAP) بإجراء فحص نمائي وسلوكي لجميع الأطفال خلال زيارات المتابعة الدورية عند عمر 9 و18 و30 شهرًا. كما توصي الأكاديمية بإجراء فحص لاضطراب طيف التوحد خلال الزيارات الدورية عند عمر 18 و24 شهرًا. ومع ذلك، فإن الأكاديمية لا تُقرّ أو تُؤيد أداة بعينها لغرض الفحص، بل تُوصي باستخدام أي أداة فحص رسمية وموثقة، مثل استبيان الأعمار والمراحل أو غيره من الأدوات المقدمة من وزارة الصحة والخدمات الإنسانية الأمريكية.

## اختبار دنفر التنموي للفحص
تم تطوير اختبار دنفر التنموي للفحص في دنفر، كولورادو، بواسطة فرانكنبيرغ ودودز، وتم نشره في عام 1967. وباعتباره أول أداة استُخدمت للفحص النمائي في الحالات العادية مثل رعاية الطفل السليم في طب الأطفال، فقد أصبح الاختبار معروفًا على نطاق واسع، واستُخدم في 54 دولة وتمت معايرته في 15 منها. وقد أثار استخدام اختبار دنفر التنموي للفحص عددًا من المخاوف، منها: مدى صلاحية المعايير الموضوعة في عام 1967 للاستمرار في استخدامها خلال التسعينيات وما بعدها، وصعوبة تطبيق وتصحيح بعض بنود الاختبار المتعلقة باللغة، ومحدودية الصلاحية في الثقافات التي تختلف عن العينة المعيارية في دنفر (مثل الجماعات العرقية، وتفاوت مستويات تعليم الأمهات، والاختلافات بين الجنسين)، مما قد يؤدي إلى الإحالة الزائدة أو الناقصة لخدمات الصحة النفسية.

## دنفر II

### الأساس البحثي
تمت مراجعة اختبار دنفر التنموي للفحص من أجل تعزيز قدرته على اكتشاف تأخر اللغة، واستبدال البنود التي ثبت صعوبة استخدامها، ومعالجة المخاوف الأخرى المذكورة سابقًا. يحتوي الاختبار على 125 بندًا تغطي النطاق العمري من الولادة وحتى ست سنوات. يقوم الفاحص بتطبيق البنود المناسبة لعمر الطفل، مع العلم أن بعض البنود يمكن اجتيازها بناءً على تقرير الوالدين. يتم تسجيل نتيجة كل بند على أنها: اجتاز، فشل، أو رفض. البنود التي يُمكن لـ 75% إلى 90% من الأطفال إتمامها ولكن يُفشل فيها الطفل تُسمى بنود التحذير (بالإنجليزية: Cautions)‏؛ أما البنود التي يُمكن لـ 90% من الأطفال إتمامها ولكن يُفشل فيها الطفل، فتُعرف باسم بنود التأخر (بالإنجليزية: Delays )‏. تعني النتيجة الطبيعية أنه لا يوجد تأخر في أي مجال، ولا أكثر من تحذير واحد؛ بينما تعني النتيجة المُشتبه بها (بالإنجليزية: Suspect )‏ وجود تأخر واحد أو أكثر، أو تحذيرين أو أكثر؛ أما النتيجة غير القابلة للتقييم (بالإنجليزية: Untestable )‏ فتعني أن عدد البنود المرفوضة كان كافيًا لاعتبار النتيجة مشبوهة إذا كانت هذه البنود تمثل تأخرًا.
في حال حصول الطفل على نتيجة تُثير القلق، تكون الخطوة التالية هي إجراء تقييم موسّع من قبل مختصين طبيين لتحديد الاضطرابات النمائية. يتوفر اختبار دنفر II بعدة لغات. وتصف أشرطة الفيديو وكتابان تدريبيان ما مجموعه 14 ساعة من التعليم المنظم، ويُنصَح باختبار حوالي 12 طفلًا للتدريب. وبخلاف ذلك، لا يُشترط وجود درجة علمية احترافية. وكما هو الحال مع جميع اختبارات النمو، يجب اتباع التعليمات بدقة تامة.

### التقنين
تم اختيار عينة التقنين، المكوّنة من 2,096 طفلًا، لتمثيل أطفال ولاية كولورادو. وقد تعرّض الاختبار للانتقاد نظرًا لأن تلك العينة السكانية تختلف قليلًا عن سكان الولايات المتحدة ككل. ومع ذلك، لم يجد المؤلفون فروقًا ذات دلالة سريرية عند ترجيح النتائج لتعكس توزيع العوامل الديموغرافية في عموم السكان الأمريكيين. وعلى المستوى العالمي، قامت دول أخرى بتقنين اختبار دنفر II ليتناسب مع السكان في كل منها. وقد تم تعريف الفروق ذات الدلالة الإحصائية بأنها الفروق التي تتجاوز 10% في العمر الذي يستطيع فيه 90% من الأطفال أداء بند معين. كما تم توفير معايير منفصلة لـ 16 بندًا تباينت نتائجها وفقًا للعرق، أو تعليم الأم، أو الإقامة في المناطق الريفية أو الحضرية.[بحاجة لمصدر]

### التفسير
شَبَّه مؤلف الاختبار، ويليام ك. فرانكنبيرغ، الاختبار بمخطط النمو للطول والوزن، وشجّع المستخدمين على أخذ عوامل أخرى في الاعتبار عند التعامل مع طفل معين، بخلاف نتائج الاختبار فقط. من بين هذه العوامل: تعليم الوالدين وآراؤهم، وصحة الطفل، والتاريخ العائلي، والخدمات المتاحة. لم يُوصِ فرانكنبيرغ بمعايير محددة للإحالة، بل أوصى بأن تقوم برامج الفحص والمجتمعات بمراجعة نتائجها واتخاذ قرار بشأن مدى رضاها عنها. في عام 2020، نشر مجلس الأكاديمية الأمريكية لطب الأطفال لشؤون الأطفال ذوي الإعاقات بالتعاون مع قسم طب الأطفال النمائي والسلوكي قائمة بالاختبارات التي يمكن للأطباء أخذها بعين الاعتبار عند اختيار أداة فحص لاستخدامها في ممارستهم السريرية. لم تتضمن هذه القائمة اختبار دنفر II ضمن خياراتها. ومع ذلك، وكما ذُكر سابقًا، فإن الأكاديمية الأمريكية لطب الأطفال (AAP) لا تُقرّ أو تُؤيد أي أداة معينة لأغراض الفحص. بل إنها تُوصي بكيفية التعامل مع الطفل الذي تظهر عليه نتيجة فحص مقلقة، وذلك من خلال إجراء تقييمات طبية إضافية لتحديد الاضطرابات النمائية و/أو المشاكل الطبية المصاحبة. وقد كتب رئيس اللجنة ما يلي: "في ممارسة الفحص والمراقبة النمائية، نوصي بدمج الاستبيانات التي يُكملها الوالدين أو اختبارات الفحص التي تُطبّق مباشرة ضمن عملية المراقبة والفحص. ومع ذلك، ينبغي دمج نتائج هذه الأدوات مع الاهتمام بمخاوف الوالدين ورأي طبيب الأطفال، بدلاً من استبدالهما، وذلك لتعزيز عملية الفحص وزيادة فرص التعرف على الأطفال ذوي الاضطرابات النمائية".

### دراسات في الممارسة العملية
قيّمَت إحدى الدراسات اختبار دنفر II من حيث مدى توافق نتائجه مع تقييم أخصائي نفسي في خمس دور رعاية أطفال: اثنتان منها تخدم أطفال آباء بيض من ذوي التعليم الجامعي، وثلاث تخدم أطفالاً من ذوي الدخل المنخفض من الأمريكيين من أصل أفريقي. قام الأخصائي النفسي بتقييم 104 أطفال، تَبين أن 18 منهم يعانون من تأخر نمائي.) وقد أظهر اختبار دنفر II معدل حساسية عالٍ، حيث تمكّن من تحديد 83% من الأطفال الذين تم تشخيصهم سابقًا بتأخر. ومع ذلك، فقد أشار الاختبار أيضًا إلى أن أكثر من نصف الأطفال النمائيين الطبيعيين يعانون من تأخر، مما جعل معدل النوعية لديه منخفضًا (46%). وتفترض هذه الدراسة أن اختبار دنفر II لم يتمتّع بمعيارية دقيقة. ونظرًا لأن أداة دنفر II قد تم تقنينها بالاعتماد على عينة من الأطفال في ولاية كولورادو، الولايات المتحدة الأمريكية فقط، فقد سعت العديد من الدول الأخرى لتقليل عدم الدقة في نتائج الفحص من خلال تقنين الاختبار على سكانها المحليين. وتم تكييف اختبار دنفر التنموي للكشف المبكر(بالإنجليزية:  DDST-II)‏ للاستخدام مع الأطفال السريلانكيين بعد إجراء دراسة في عام 2011 شملت تقنين القيم بين 4,251 طفلًا تتراوح أعمارهم بين 0 إلى 80 شهرًا. وتشمل الدول الأخرى التي أجرت دراسات لتقنين اختبار دنفر التنموي للكشف المبكرDDST وفقًا لسكانها: سنغافورة،  وجورجيا، والبرازيل،  حيث تم الإبلاغ عن كونه أكثر أدوات الفحص النمائي استخدامًا على المستوى الوطني. ونظرًا لازدياد عدد الأطفال غير الناطقين باللغة الإنجليزية في الولايات المتحدة، فقد سعى مجموعة من الباحثين في عام 2015 إلى إبراز أهمية الترجمات لتسعة أدوات فحص نمائي موصى بها من قبل الأكاديمية الأمريكية لطب الأطفال، وهي: استبيان الأعمار والمراحل، وفاحص بايلي للنمو العصبي للرضع، ودنفر II، وبريغانس II، وقوائم جرد النمو اللغوي والاتصالي(بالإنجليزية: CDI)‏، ومراجعة النمو للطفل – استبيان الوالدين، وقوائم تقييم نمو الرضع(بالإنجليزية: IDI )‏، وتقييم الوالدين للحالة النمائية، وجرد النمو النمائي باتيل. وقد كان لاختبار دنفر II أكبر عدد من الترجمات (21 ترجمة)، وتم تقنين كل واحدة منها في الدولة الأم لتلك اللغة. ويرى المؤلفون أن دنفر II سيكون له فائدة أكبر كلما ازداد عدد الأطفال الذين يحتاجون إلى أدوات فحص بلغات غير الإنجليزية.